# Chara bimaculata
Chara bimaculata är en fjärilsart som beskrevs av Otto Staudinger 1892. Chara bimaculata ingår i släktet Chara och familjen nattflyn. Inga underarter finns listade i Catalogue of Life.